# 알바니아 파시스트당
알바니아 파시스트당은 제2차 세계 대전 당시의 파시스트 정치 단체이다. 당시에는 이탈리아 산하의 알바니아를 통치한 1939년부터 1943년까지 존재했다. 이 단체는 후에 대알바니아 경비대로 바뀌었다.

## 같이 보기
- 알바니아 파시스트 민병대